# Affaire Scomi
L’affaire Scomi est un scandale relatif à la fourniture, entre 2002 et 2004, de matériels stratégiques à la Libye et l'Iran par une société écran malaise. Révélée par le New York Times, elle a mis en cause la sécurité des exportations du Japon et la sincérité du gouvernement de Malaisie vis-à-vis du Traité sur la non-prolifération des armes nucléaires.

## Déroulement de l'affaire
Le 4 février 2004, le New York Times révélait qu'une société de Malaisie spécialisée dans le traitement des boues de forage, SCOPE, fournissait la Libye en matériel d'enrichissement d'uranium, dans le cadre d'un trafic international orchestré par le Dr A.Q. Khan, spécialiste pakistanais des armes atomiques. Bien que Scomi démentisse avoir enfreint la législation, en 2009, le Département d'État des États-Unis annonça des sanctions contre le directeur exécutif de Scomi, Shah Hakim Zain, en raison de son implication dans le réseau du Dr Khan. Ce dernier s'est depuis efforcé de se disculper et a obtenu gain de cause en 2011 : les sanctions ont été levées le 18 juillet, et la nouvelle a été annoncée dans les journaux malaisiens.
Peu après les révélations du New York Times, la police de Malaisie annonçait qu'un des actionnaires de Scomi, B.S.A. Tahir, avait avoué sa complicité avec le Dr Khan dans la vente de plans et de matériel d'enrichissement d'uranium à l'Iran et la Libye. Accusé d'avoir poussé la Sté SCOPE à fournir des pièces détachées de centrifugeuse utiles au programme secret d'enrichissement d'uranium de la Libye, il fut incarcéré en préventive de 2006 à 2008 pour soupçon d'atteinte à la sécurité de l'Etat.
Les représentants de la Scomi prétendirent que B.S.A. Tahir leur avait fait croire que ces pièces détachées étaient destinées à l'industrie pétrolière et gazière. Tahir, de son côté, plaida que Shah Hakim Zain et Kamaluddin connaissaient parfaitement la destination finale du matériel et accusait Scomi de diffamation : en 2009, il porta plainte contre Shah Hakim et Kamaluddin, réclamant une indemnité de 75 millions de MYR.

## Genèse de la société SCOMI
Kamaluddin Abdullah, fils de l'ex-Premier ministre de la Malaisie, Abdullah Ahmad Badawi, avait fusionné plusieurs sociétés du groupe Scomi pour donner naissance à Syarikat Scomi Precision Engineering Sdn Bhd (SCOPE). SCOPE a vu le jour en tant que filiale du groupe Scomi le 4 décembre 2001, à partir des actifs de la Sté Prisma Wibawa Sdn. Bhd. À l'origine, PWSB n'avait aucune usine mais avec la création de SCOPE, en 2001, un atelier a ouvert à Shah Alam. Le PDG de SCOPE était Shamsul Bahrin Rukiban. En 2001, SCOPE passait un marché de fourniture avec un client basé à Dubaï.  
En 2002, le directeur exécutif de Scomi, Shah Hakim Zain, est nommé co-directeur de SCOPE, avec Mansor Tahir et Hilmy Zaini Zainal. SCOPE annonce à ce moment un capital de 250 000 MYR, 1,5 million MYR d'actifs, un chiffre d'affaires de 12 millions de MYR et un bénéfice de 1 000 000 MYR.
Le 7 janvier 2005, Scomi Group Bhd offre d'acquérir 250 000 actions de SCOPE, ce qui représente la totalité du capital.

## Conséquences

### L'implication du Japon
Le 26 août 2006, le directeur exécutif et quatre cadres de Mitutoyo Corporation étaient arrêtés par la Police de Tokyo dans le cadre de la vente d'équipements à Scomi permettant la fabrication de séparateurs d’isotopes. Mitutoyo était aussi soupçonné de réaliser des études de fabrication de ces mêmes matériels pour SCOPE.

### Les sanctions américaines
Le 12 janvier 2009, le Département d'État des États-Unis annonce qu'il va frapper de sanctions le Dr Khan et certaines personnalités considérées comme ses associés, parmi lesquels le directeur exécutif de Scomi B.S.A. Tahir, Shah Hakim Zain et le Directeur général de SCOPE, Shamsul Bahrin, pour implication dans un réseau de prolifération nucléaire : ainsi Shah Hakim et Shamsul Bahrin ne peuvent plus recevoir de commandes du gouvernement américain ; il faut observer, toutefois, que Scomi elle-même ne figure pas dans la liste des compagnies sanctionnées.

### Les promesses du gouvernement de Malaisie
La Malaisie avait ratifié le Traité sur la non-prolifération des armes nucléaires. Étant donné le rôle d'actionnaire majoritaire du fils du Premier Ministre dans la société Scomi, des voix s'élevèrent pour réclamer une commission d'enquête indépendante afin d'éclaircir le rôle supposé de la Malaisie dans les réseaux du Dr Khan ; elles ne reçurent pas d'écho. Pourtant, après les sanctions engagées en 2009 contre Shah Hakim, le gouvernement malaisien a annoncé qu'il se faisait fort de rouvrir une enquête sur la question ; cette déclaration, toutefois, est restée sans lendemain.
Après les révélations sur les agissements de SCOPE, le gouvernement malaisien a promis de renforcer le contrôle sur ses exportations stratégiques. Mais depuis l'implication, en 2007, d'une nouvelle société malaise avec un autre trafiquant d'armes pakistanais, Djilani Houmayoun, les doutes persistent quant à la volonté du gouvernement malais de contrôler les activités des entreprises locales, que ce soit dans le cas d’Abdul Qadeer Khan ou de Djilani Houmayoun.